# Trichoderma spirale
Trichoderma spirale är en svampart som beskrevs av Bissett 1992. Trichoderma spirale ingår i släktet Trichoderma och familjen Hypocreaceae.   Inga underarter finns listade i Catalogue of Life.